# Polizia Ausiliaria Ucraina
La Polizia Ausiliaria Ucraina o Ukrainische Hilfspolizei (in ucraino Українська допоміжна поліція?, Ukraïns'ka dopomižna policija) fu la formazione di polizia istituita dalla Germania nazista durante la seconda guerra mondiale nel Reichskommissariat Ukraine, poco dopo la conquista tedesca, nell'ambito dell'operazione Barbarossa contro l'Unione Sovietica ex alleata tedesca nell'invasione della Polonia.
La polizia ausiliaria ucraina fu creata da Heinrich Himmler a metà agosto del 1941 e posta sotto il controllo dell'Ordnungspolizei nel territorio del Governatorato Generale. Il Reichskommissariat Ukraine è stato ufficialmente formato il 20 agosto 1941.
La polizia fu composta in gran parte dagli ex membri della milizia popolare ucraina, organizzate in due categorie di armate ucraine controllate dai tedeschi: 
- la prima categoria comprendeva le unità mobili di polizia più spesso chiamate Schutzmannschaft,[1] o Schuma, organizzate a livello di battaglione e impegnate nell'assassinio degli ebrei e nella sicurezza della maggior parte delle regioni dell'Ucraina, subordinata direttamente al comandante tedesco della zona;[4]
- la seconda categoria era la forza di polizia locale, chiamata semplicemente Polizia Ucraina (UP) dall'amministrazione tedesca, che le SS sollevarono con maggior successo nel distretto della Galizia (costituito il 1 agosto 1941) che si estendeva a sud-est del Governatorato Generale. In particolare, il distretto della Galizia fu l'unità amministrativa separata dal Reichskommissariat Ukraine, ambedue non erano politicamente collegate tra loro.[4]

Le formazioni apparvero anche più a est nell'Ucraina sovietica occupata dai tedeschi in importanti città come Kiev: le forze urbane erano subordinate al comandante tedesco della polizia della città (Schutzpolizei o Schupo), mentre i posti di polizia rurale erano subordinati al comandante di gendarmeria tedesco di zona. Le strutture della Schupo e della gendarmeria erano a loro volta subordinate al comandante della Polizia di zona.

## Storia

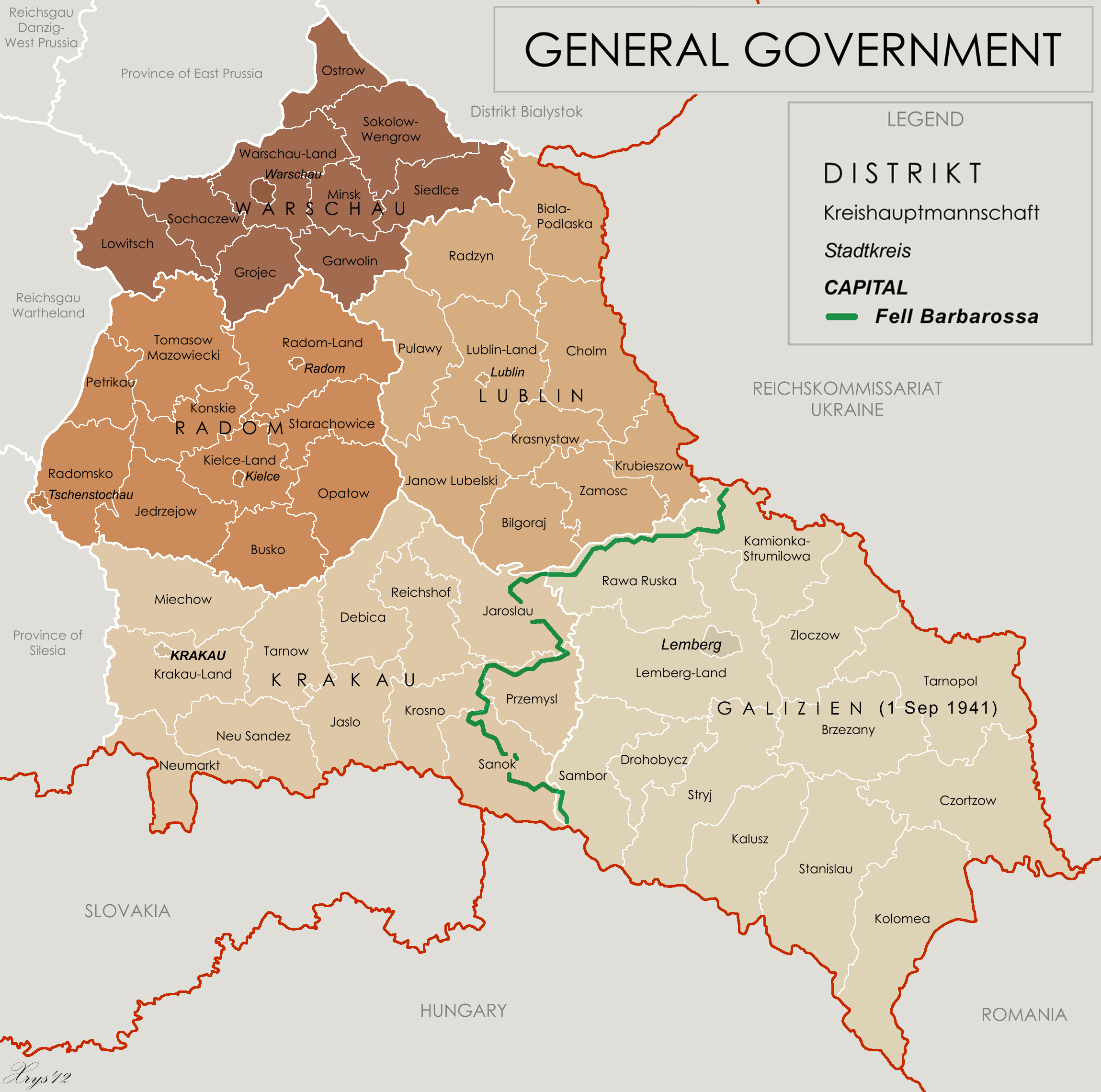
Mappa del distretto tedesco della Galizia, settembre 1941

La forza di polizia locale nell'Ucraina occupata nacque subito dopo l'inizio dell'operazione Barbarossa. Fu il risultato di un ordine emesso il 27 luglio 1941 dal comandante in capo tedesco della Polizia dell'Ordine nella Cracovia occupata, nel nuovo distretto della Galizia questo nuovo corpo fu posto sotto il comando dell'ufficio tedesco per il Governatorato Generale.
Non esisteva un vero centro di comando etnico ucraino. L'alto ufficiale di polizia ucraino, Vladimir Pitulaj, fu promosso al grado di maggiore e divenne il comandante distrettuale (Major der Ukrainische Polizei und Kommandeur). Fu istituita una scuola di polizia a Leopoli dal capo distrettuale delle SS e della polizia per soddisfare i piani di crescita. Il direttore della scuola fu Ivan Kozak. Il numero totale di uomini arruolati nel nuovo distretto politicamente indipendente della Galizia ammontava a 5000 persone (delle 6000 pianificate, poiché la polizia era percepita negativamente in Galizia a causa delle operazioni tedesche in Ucraina), inclusi 120 ufficiali di basso rango che vi prestarono servizio.

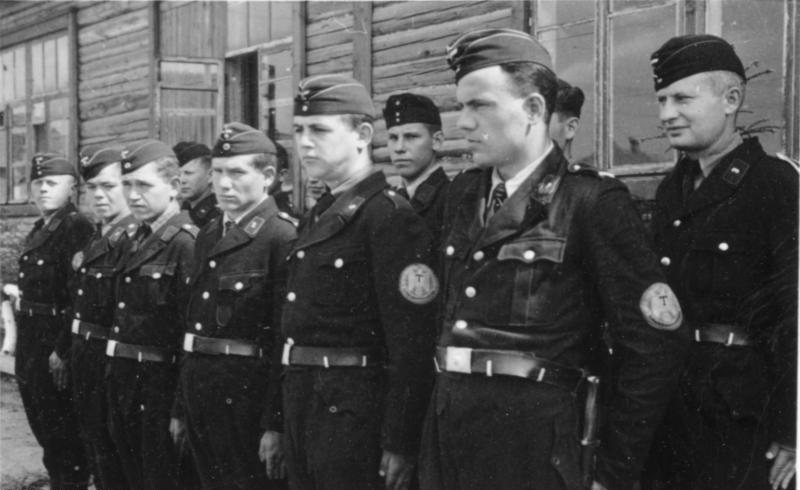
Elementi della Polizia Ausiliaria Ucraina.

Le unità furono utilizzate principalmente per mantenere l'ordine e svolgere compiti di polizia. Le loro azioni furono limitate da altri gruppi di polizia come il Sonderdienst, composto da Volksdeutsche; il Kripo (polizia criminale); la Bahnschutz (polizia ferroviaria e dei trasporti); e la Werkschutz, che mantenne l'ordine e sorvegliò gli impianti industriali. Furono supportati dalla polizia di protezione e dalla polizia dell'ordine, ambedue forze ucraine.

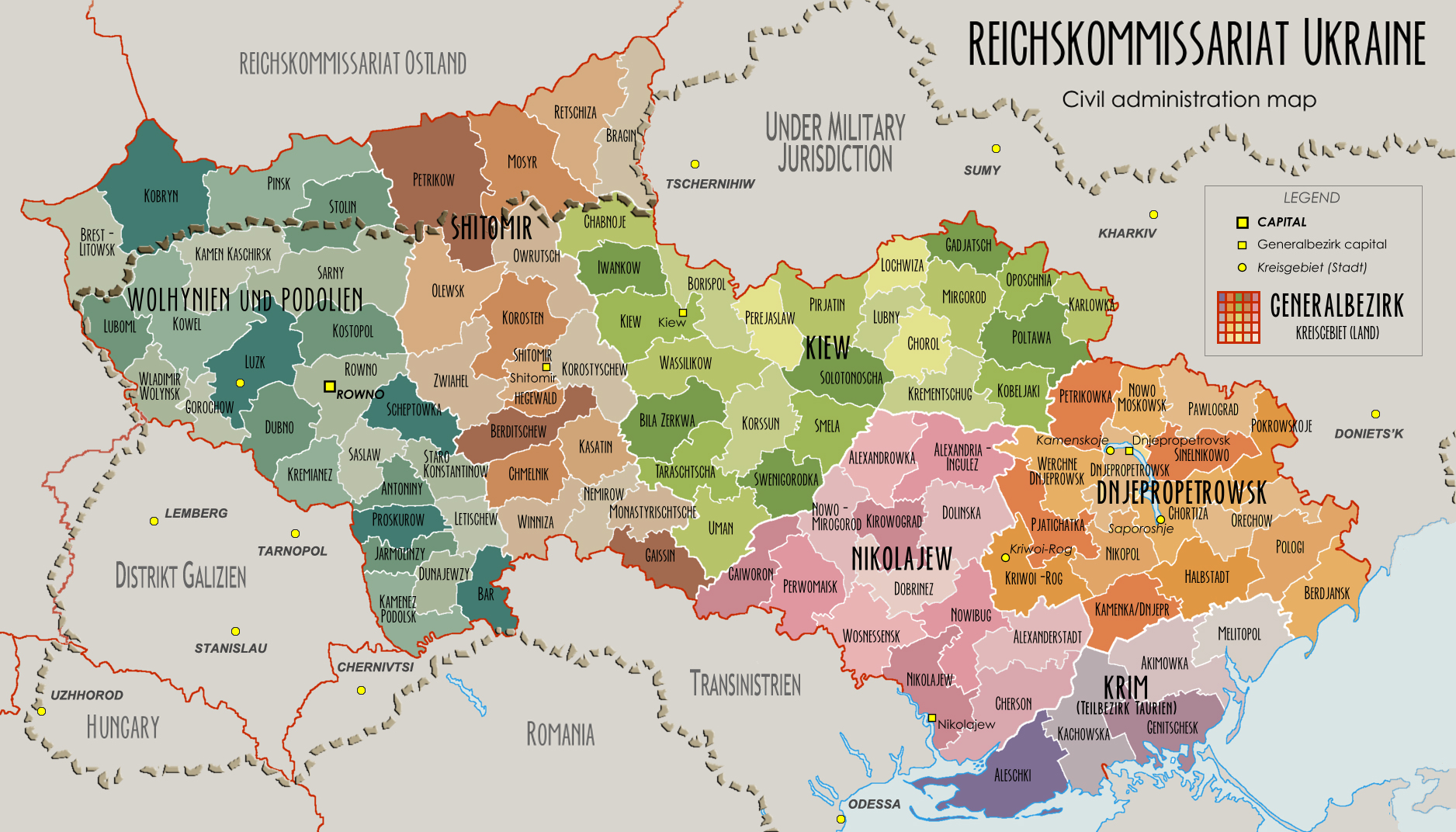
Mappa del Reichskommissariat Ukraine sovrapposta al profilo dell'Ucraina moderna

Nel neo-costituito Reichskommissariat Ukraine le forze di polizia ausiliarie furono denominate Schutzmannschaft, e ammontarono a più di 35000 uomini in tutti i territori occupati, di cui 5000 in Galizia. I nomi dei battaglioni rifletterono la loro giurisdizione geografica, la composizione del corpo degli ufficiali fu rappresentativa della politica estera tedesca. 
La professoressa Wendy Lower della Towson University ha scritto che sebbene gli ucraini fossero molto più numerosi degli altri non tedeschi nella polizia ausiliaria, solo il Volksdeutsche etnicamente tedesco dell'Ucraina ricevette ruoli di leadership. Molti di coloro che si unirono ai ranghi della polizia avevano già prestato servizio come miliziani sotto il dominio sovietico dall'invasione della Polonia nel 1939. Il professor Tadeusz Piotrowski scrisse che la maggior parte degli Ukrainische Hilfspolizei in Galizia proveniva da OUN-B, fatto che fu confermato dal professor John-Paul Himka come un'importante fase di transizione del coinvolgimento dell'OUN nell'Olocausto. Secondo Andrew Gregorovich, la composizione etnica della polizia ausiliaria rifletteva i dati demografici del paese e includeva non solo ucraini, ma anche russi tra i prigionieri di guerra sovietici, polacchi arruolati dalla popolazione locale e il Volksdeutsche tedesco di tutte le nazionalità. Browning e Lower insistono entrambi sul fatto che, per l'amministrazione tedesca, nessuno tranne "gli ucraini e i tedeschi di etnia locale poteva essere chiamato per assistere nelle uccisioni". Inoltre, secondo Aleksandr Prusin, la maggior parte dei membri erano etnicamente ucraini, da cui il nome.
In alcuni casi, ad esempio a Kiev, i posti superiori nella gerarchia della polizia erano spesso ricoperti da immigrati di guerra ucraini e membri dell'OUN-Melnyk; le posizioni inferiori, invece, erano occupate dagli abitanti locali e dai prigionieri di guerra. Il numero totale di tutte le Schutzmannschaft dipendenti da Kiev, al marzo 1943 oscillarono tra 1800 e 2000 persone: la polizia ausiliaria era direttamente sotto il comando delle SS, dell'Einsatzgruppen e dell'amministrazione militare.

## Partecipazione all'Olocausto

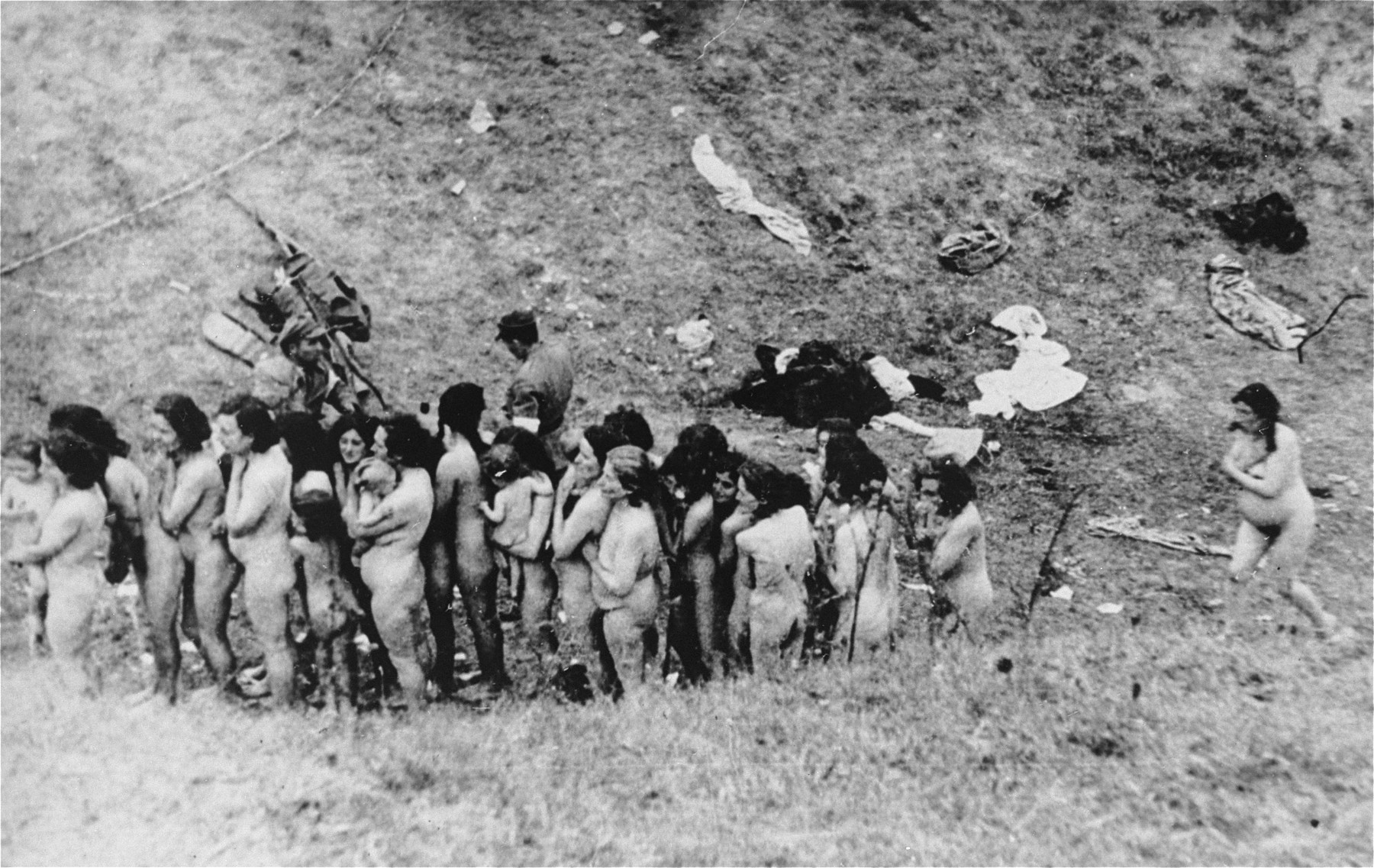
Donne e bambini ebrei nudi attendono di essere giustiziati dalla Sicherheitspolizei e dalla polizia ausiliaria ucraina nei pressi di Mizoč.

Il professor Alexander Statiev dell'Università canadese di Waterloo scrive che la polizia ausiliaria ucraina fu il principale responsabile dell'Olocausto nei territori sovietici sulla base delle origini native e quelle unità di polizia hanno partecipato allo sterminio di 150000 ebrei nella sola area della Volinia. Lo storico tedesco Dieter Pohl ne "La Shoah in Ucraina" scrive che la polizia ausiliaria fu attiva durante le operazioni di sterminio dei tedeschi già durante le prime fasi dell'occupazione tedesca. La polizia ausiliaria registrò gli ebrei, condusse le incursioni e sorvegliò i ghetti, caricando i convogli destinati ai luoghi delle esecuzioni. C'è la reale possibilità che circa 300 poliziotti ausiliari di Kiev abbiano contribuito a organizzare il massacro di Babij Jar, presero parte anche al massacro di Dnepropetrovsk, dove il comando sul campo annotò che la cooperazione si svolse "senza intoppi di alcun tipo". Sono noti i casi in cui i comandanti locali ordinarono l'omicidio degli ebrei usando le forze di polizia. Nelle uccisioni degli ebrei a Kryvyj Rih fu usata "l'intera polizia ausiliaria ucraina".

## Persecuzione dei polacchi
Definire la nazionalità dei poliziotti ucraini utilizzando le classificazioni odierne è problematico, perché nella Polonia orientale occupata dai tedeschi non c'era la percezione di uno stato indipendente de jure ucraino. Alcuni Hilfspolizei ucraini che nutrivano un odio patologico per i polacchi e gli ebrei, al punto da provocare degli atti di omicidio di massa, rimasero formalmente e legalmente polacchi dal periodo antecedente all'invasione fino a molto tempo dopo. Trent'anni dopo la fine della guerra, un ex poliziotto ucraino, Jan Masłowski (alias Ivan Maslij), è stato riconosciuto a Rakłowice vicino a Breslavia dai polacchi sopravvissuti ai massacri commessi dalla Ukrainische Hilfspolizei nelle città di Szczepiatyn, Dyniska, Tarnoszyn, Niemstów e Korczów. In seguito, fu condannato a morte in Polonia nel 1978.
Il 13 novembre 1942, i membri dell'Ukrainische Hilfspolizei derubarono e giustiziarono 32 polacchi ed un ebreo nel villaggio di Obórki, situato nel prebellico voivodato di Volinia. Dopo il delitto il villaggio fu bruciato. Il 16 dicembre 1942, i poliziotti ucraini, guidati dai tedeschi, uccisero 360 polacchi a Jezierce.
A Leopoli, tra la fine di febbraio e il marzo 1944, l'Ukrainische Hilfspolizei arrestò un certo numero di giovani di nazionalità polacca. Molti di loro sono stati successivamente trovati morti e derubati dei loro documenti di identità. La delegazione governativa per la Polonia avviò i negoziati con l'OUN-B. Quando fallirono, Kedyw diede il via all'azione chiamata "Nieszpory" (Vespri) in cui 11 poliziotti furono fucilati per rappresaglia e gli omicidi di giovani polacchi a Leopoli furono fermati.

## Ruolo nella formazione dell'esercito ribelle ucraino

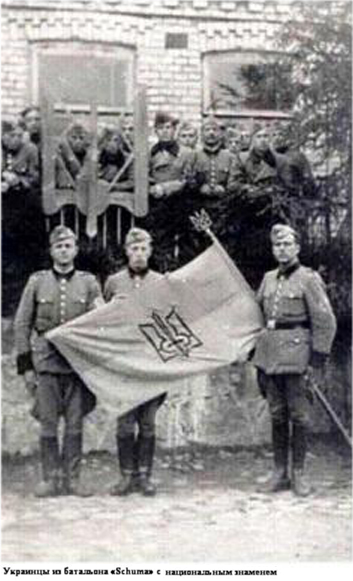
Battaglione ucraino Schutzmannschaft fotografato nel 1942

Per molti che si unirono alle forze di polizia, l'arruolamento servì come un'opportunità per ricevere l'addestramento militare e l'accesso alle armi. La leadership dell'OUN di Stepan Bandera, il 20 marzo 1943, emanò delle istruzioni segrete ordinando ai loro membri che si erano uniti alla polizia ausiliaria tedesca di disertare con le loro armi e unirsi al distaccamento militare delle unità dell'OUN in Volinia. Il numero di poliziotti addestrati e armati che nella primavera del 1943 si unirono ai ranghi del futuro esercito ribelle ucraino fu stimato in 10000 uomini. Questo processo comportò un conflitto armato con le forze tedesche che cercavano di prevenire le diserzioni.

## Battaglioni
Nel 1942, dopo che l'amministrazione militare fu sostituita con la gendarmeria regolare nell'est occupato, la forza della Schutzmannschaft aumentò di dieci volte il numero. La maggior parte delle nuove reclute non erano nei battaglioni, assunsero il servizio individuale come miliziani al posto dell'ex Ordnungsdienst locale. I battaglioni di sicurezza, Schutzmannschaft Bataillone, costituirono solo un terzo della forza complessiva della formazione. La polizia indossava uniformi nere del tipo prebellico tedesco, non più utilizzate e tenute in deposito. Le divise nere delle Allgemeine-SS, compresi i loro caratteristici berretti da campo a bustina, furono semplicemente private delle insegne tedesche e date alla Schutzmannschaft per l'uso con le nuove mostrine. A poco a poco, le unità mobili furono dotate di uniformi grigio campo.
La dimensione desiderata di ogni battaglione era di circa 500 soldati divisi in tre compagnie di 140-150 uomini ciascuna, con 50 membri del personale. I problemi logistici con l'ottenimento di uniformi sufficienti per tutti continuarono fino alla fine del 1942. Riguardo alle armi, le più utilizzate furono i fucili e le pistole militari russi catturati: le mitragliatrici rimasero scarse fino alle ultime fasi della guerra.
Alla maggior parte dei battaglioni furono assegnati i numeri di blocco in base alla composizione etnica e nazionale per facilitare il riconoscimento. Quelli nella Russia meridionale e nel cuore dell'Ucraina erano numerati da 101 a 200. Quelli operanti nella Russia centrale e nella Bielorussia erano numerati da 51 a 100. Un'eccezione fu il Battaglione 201, che si formò non in Galizia ma a Francoforte sull'Oder nell'ottobre 1941, dai membri del Battaglione Nachtigall sciolto, formato originariamente da OUN-B.
Russia centrale e Bielorussia
- Schutzteam Battalion 51, sciolto nel maggio 1943;
- Schutzteam Battalion 53, formato nell'agosto 1942;
- Schutzteam Battalion 54, formato nel settembre 1942;
- Schutzteam Battalion 55, formato nell'agosto 1942;
- Schutzteam Wacht Battalion 57, 61, 62, 63, dal luglio 1944 come Schutzteam Brigade Siegling; in agosto, come 30. Waffen-Grenadier-Division der SS.[31][35]

Russia meridionale e Ucraina
- Schutzteam Battalions 101, 102, 103, 104, formati nel luglio 1942.[31]
- Schutzteam Battalions 105, 106, formati nel novembre 1942.[31]
- Schutzteam Battalions 108, 109, 110, 111, 113, 114, formati nel luglio 1942.[31]
- Schutzteam Battalion 115, formato nel luglio 1942 e trasferito subito in Bielorussia.[36]
- Schutzteam Battalions 116, 117, formati nel luglio 1942.[31]
- Schutzteam Battalion 118, formato nel luglio 1942 con ex ufficiali sovietici al timone che furono presto inviati a Kiev per formare altri battaglioni. Nel dicembre 1942 si trasferì a Minsk.[36]
- Schutzteam Battalions 119, 120, 121, formati nel novembre 1942.[31]
- Schutzteam Battalions 122, 123, 124, formato nel luglio 1942.[31]
- Schutzteam Battalion 125, formato nel novembre 1942.[31]
- Schutzteam Battalions 129, 130, 131, formati nel luglio 1942.[31]
- Schutzteam Battalions 134, 136, formato nel novembre 1942.[31]
- Schutzteam Battalions 137, 138, 139, 140, formati nell'ottobre 1942.[31]
- Schutzteam Battalions 143, 144, 145, 146, formati nell'agosto 1942.[31]
- Schutzteam Battalions 155, 156, 157, 158, formati nel novembre 1942.[31]